# John Morton
John Morton (1725 – 1 de abril de 1777) foi um fazendeiro, topógrafo, e jurista da Província da Pensilvânia e um dos Fundadores dos Estados Unidos. Como um delegado para o Congresso Continental durante a Revolução Americana, ele foi um dos signatários da Associação Continental e da Declaração de Independência dos EUA. Morton obeteve o voto de desempate que permitiu a Pensilvânia votar a favor da Declaração de Independência. Morton presidiu o comitê que escreveu os Artigos da Confederação.

## Início da vida

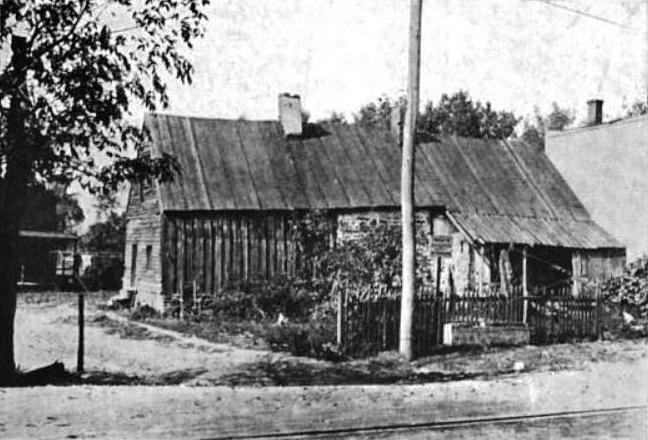
Local de nascimento de John Morton

Morton nasceu em em 1725 - a data exata é desconhecida - em Ridley Township, Condado de Chester, na Pensilvânia, que agora faz parte de Delaware County. Seu pai, John Morton (Sênior), era finlandês, de onde posteriormente se tornaria parte do Reino da Suécia. Com isso, seus nomes seriam modificados. Por exemplo, o nome de seu bisavô, Martti Marttinen, ou Måns Mårtensson (em sueco) mais tarde seria traduzido como Morton.
Morton era o único filho de seu pai, que morreu em 1724, antes de Morton nascer. Quando ele tinha cerca de sete anos, sua mãe casou-se com John Sketchley, um agricultor de ascendência inglesa. Por volta de 1748, Morton casou-se com Ann Justis, a bisneta de colonos finlandeses para a Novo Suécia. O casal teria nove filhos. Morton foi um membro ativo da Igreja Anglicana no Condado de Chester.

## Carreira política

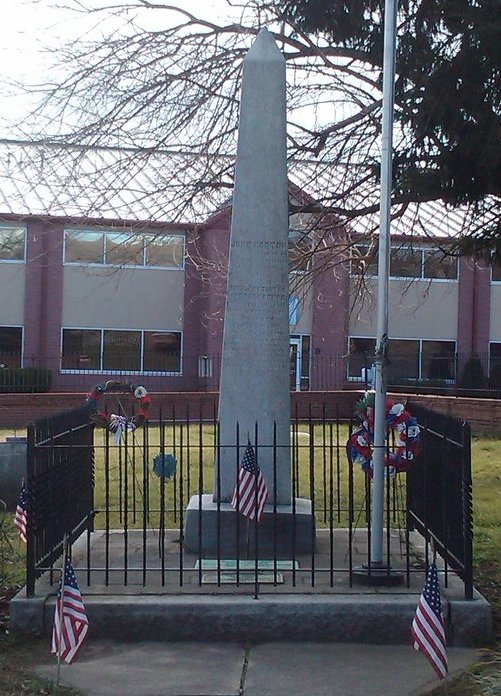
Sepultura de John Morton, no cemitério da Velha Igreja de São Paulo, Chester, Pensilvânia.

Morton foi eleito para a Assembleia Provincial de Pensilvânia, em 1756. No ano seguinte, ele também foi nomeado juiz de paz, cargo que ocupou até 1764. Ele serviu como delegado para o Congresso da Stamp Act em 1765. Ele demitiu-se da Assembleia em 1766 para servir como o xerife do Condado de Chester. Ele voltou para a Assembleia, em 1769, e foi eleito Orador em 1775. Enquanto isso, sua carreira judiciária atingiu o seu auge com a sua nomeação como adjunto de justiça da Suprema Corte da Pensilvânia, em 1774.
Morton foi eleito para o Primeiro Congresso Continental em 1774, e para o Segundo Congresso Continental em 1775. Ele cautelosamente ajudou a mover Pensilvânia em direção à independência, apesar de oposição radical da Constituição de Pensilvânia de 1776. Em junho de 1776, o Congresso começou o debate sobre uma resolução da independência, e a delegação de Pensilvânia ficou dividida, com Benjamin Franklin e James Wilson em favor de declarar a independência, e John Dickinson e Robert Morris em favor dos britânicos. Morton mostrou-se indeciso até 1º de julho, quando ficou do lado de Franklin e Wilson em prol da Independência. Quando a votação final foi feita no dia 2 de julho, Dickinson e Morris abstiveram-se, fazendo com que a delegação de Pensilvânia apoia-se a resolução de independência, sem discordância. Morton assinou a Declaração de no dia 2 de agosto com a maioria dos outros delegados.
Morton foi presidente do comitê que escreveu os Artigos da Confederação, mas ele faleceu, provavelmente de tuberculose, antes de os Artigos serem ratificados. Ele foi o primeiro signatário da Declaração da Independência a morrer, e foi enterrado no cemitério da  Velha Igreja de São Paulo (também conhecido como o Cemitério do Velho Sueco), na cidade de Chester, na Pensilvânia. Seu túmulo permaneceu sem marcação até outubro de 1845, quando o obelisco de mármore, que continua lá até hoje, foi erguido por seus descendentes.

## Vida pessoal
Morton se casou com Ann Justis do Condado de Chester, Pensilvânia, e juntos eles tiveram três filhos e cinco filhas:  Arão, Sketchley, João, Maria, Sara, Lídia, Ana e Isabel.
O segundo filho de Morton, Sketchley, foi um Major na Milícia da Pensilvânia do Exército Continental durante a Guerra de Independência dos Estados Unidos.